# هنري براكونو
هينري براكونو (29 مايو 1780، 13 يناير 1855) كان الكيميائي وصيدلي فرنسي، ولد في كوميرسي. وعند وفاة والده في عام 1787، بدأ هنري تعليمه. وفي عمر الثالث عشر، وضع كمتدرب في صيدلية في نانسي حيث تعلم الصيدلة، الكيمياء، وعلم النبات. في سن الخامسة عشرة، غادر نانسي للخدمة العسكرية في مستشفى في ستراسبورغ.
وفي بين عامي 1801-1802، عاش في باريس حيث تعلم في مدارس مختلفة، ومن عام 1802 حتى وفاته، عاش في نانسي حيث تم تسميته في عام 1807 مديراً للحديقة النباتية وعضوًا في الأكاديمية العلمية للمدينة. عمل ككيميائي حتى وفاته بشكل رئيسي في الكيمياء النباتية. وقدم العديد من الأبحاث على استيعاب النبات، والأحماض العضوية، تكوين النبات والدهون. كما أنه قدم مساهمات بسيطة ل علم المعادن وعلم المياه. ثم انتخب في عام 1823 عضوا مراسلا لأكاديمية العلوم في باريس. حتى وفاته عام 1855، نشر 112 عملاً.

## أعماله
في مجال الدهون، وصف براكونوت في عام 1815 أن الدهون تتكون من جزء صلب ومركب زيتي، واتساقها ناتج عن نسب الجزأين. وتم الحصول على هذا الاستنتاج بعد ضغط الدهون في البرد بين أوراق الترشيح.
نظرًا لأن هذه البيانات كانت مشابهة للبيانات الأولى التي حصلت عليها شركة Chevreul في وقت قريب من عام 1813، فقد أرسل لاحقًا خطابًا إلى المجلة Annales de Chimie يدعي فيه أولويته ويتعارض مع أصالة عمل Braconnot (Ann Chim 1815، 94، 73). كتطبيق لعمله المخبري، خطر ببراكون أنه لا يمكن استخدام «الشحم المطلق» (على غرار الستيارين) من لحم البقر أو الأغنام لصنع الشموع. أطلق على هذه المادة اسم "céromimène" (مثل الشمع). مع Simonin F ، الصيدلاني في نانسي، حصل على براءة اختراع في عام 1818 لعملية تصنيع الشموع. حصلت شركة Chevreul على براءة اختراع لعملية محسنة باستخدام حمض دهني بعد سبع سنوات.
في مجال الكيمياء النباتية، ساهم Braconnot في عزل ووصف العديد من المركبات، والتي تبين لاحقًا أن معظمها عبارة عن خليط من منتجات أبسط. من بين أمور أخرى، اكتشف Braconnot بلاد الغال والأحماض يلاغيتش (1818) وحمض pyrogallic (بيروغالول) التي مكنت لاحقا تطوير التصوير الفوتوغرافي. اكتشف أيضًا في عام 1811 مادة الكيتين في الفطر، وهو أقدم عديد السكاريد المعروف. في عام 1819، نشر مذكرات تصف لأول مرة تحويل الخشب أو القش أو القطن إلى سكر عن طريق معالجة حمض الكبريتيك. تم اقتراح اسم الجلوكوز بعد 24 عامًا بواسطة Dumasلسكر يتم الحصول عليه بالمثل من النشا أو السليلوز أو العسل. من خلال نفس العملية الحمضية، حصل Braconnot على «سكر جيلاتين» (يُسمى لاحقًا glycocolle ، الآن glycine) من الجيلاتين والليوسين من ألياف العضلات. وعلاوة على ذلك، وكرد فعل مركزة حمض النيتريك على الخشب أو القطن، Braconnot الحصول على منتج قابلة للاشتعال، xyloïdine (مقدمة من الكولوديون والنيتروسليلوز)، والتي يمكن أن تتحول إلى طلاء زجاجي. يمكن اعتبار هذه المادة على أنها أول مادة بوليمر أو مادة بلاستيكية تم إنشاؤها بواسطة الكيميائي.
في عام 1825، وقال انه اكتشف الهيكلية عديد السكاريدات المتغاير، البكتين.